# 西藏旖鳳蝶
西藏旖凤蝶（学名：Iphiclides podalirinus）也称藏旖凤蝶，凤蝶科旖凤蝶属的一种，分布于中华人民共和国西藏地区。
本种于2023年被收录入中国《有重要生态、科学、社会价值的陆生野生动物名录》。